# باشگاه فوتبال رنجرز اینترنشنال
باشگاه فوتبال رنجرز اینترنشنال اف سی یک تیم فوتبال حرفه‌ای در کشور نیجریه است.
1. ↑  الگو:Cite) news
2. ↑  "Archived copy". nm.onlinenigeria.com. Archived from the original on 21 July 2011. Retrieved 14 January 2022.{{cite web}}:  نگهداری یادکرد:عنوان آرشیو به جای عنوان (link)
3. ↑  "Rangers unveil 'Working One' Ilechukwu". thenationonlineng.net. 6 July 2023.